# 韦塞林·武约维奇
韦塞林·武约维奇（羅馬化：Veselin Vujović，1961年1月18日—），黑山男子手球运动员。他曾代表南斯拉夫国家队参加1984年和1988年夏季奥林匹克运动会手球比赛，获得一枚金牌和一枚铜牌。